# 麦克·鲁斯
麦克·鲁斯（英語：Mac Ruth，1967年5月7日—）美国现场混音师。他获得了3次奥斯卡最佳音响效果奖提名。

## 部分影视作品
提名
- 火星救援（2015）[1]
- 危机13小时（2016）[2]
- 银翼杀手2049（2017）[3]

- 黑夜传说（2003）[4]
- 魔窟（英语：The Cave (film)）（2005）
- 龙骑士（2006）
- 韩赛尔与格蕾特：女巫猎人（2013）
- 宙斯之子：赫拉克勒斯（2014）
- 女间谍（2015）